# BAW Ruisheng Wangpai M7
BAW Ruisheng Wangpai M7 (锐胜 王牌 M7, Ruisheng Ace M7) — компактвэн, выпускающийся с 2022 года китайской компанией Beijing Automobile Works.

## Описание
Ruisheng Wangpai M7 стандартной длины выпускается в 2-, 5- и 7-местной конфигурации, а удлинённый вариант выпускается в 9-местной конфигурации. Расположение сидений: 2+3, 2+2+3 и 2+2+2+3.

BAW Ruisheng Wangpai M7 оснащается тремя вариантами двигателей: бензиновый, на компримированном природном газе и электродвигатель. ДВС-версия оснащается 1,6-литровым двигателем мощностью 124 л. с. и крутящим моментом 161 Н⋅м или же 2,0-литровым двигателем мощностью 144 л. с. и крутящим моментом 200 Н⋅м. В гибридных автомобилях и электромобилях применяются литий-железо-фосфатные аккумуляторы, которые заряжаются от 30% до 80% за 45 минут. Запас хода электромобиля составляет 310 км, а гибридного автомобиля — 600 км.

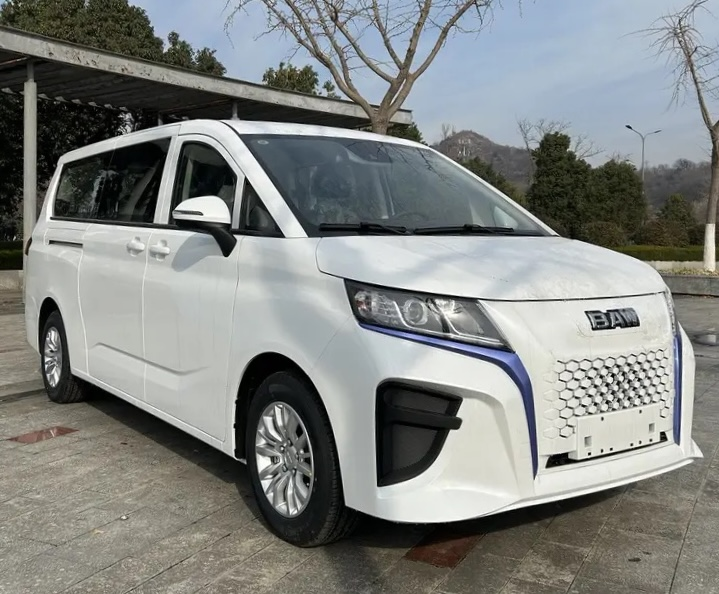
BAW Ruisheng Wangpai E-M7 (вид спереди)
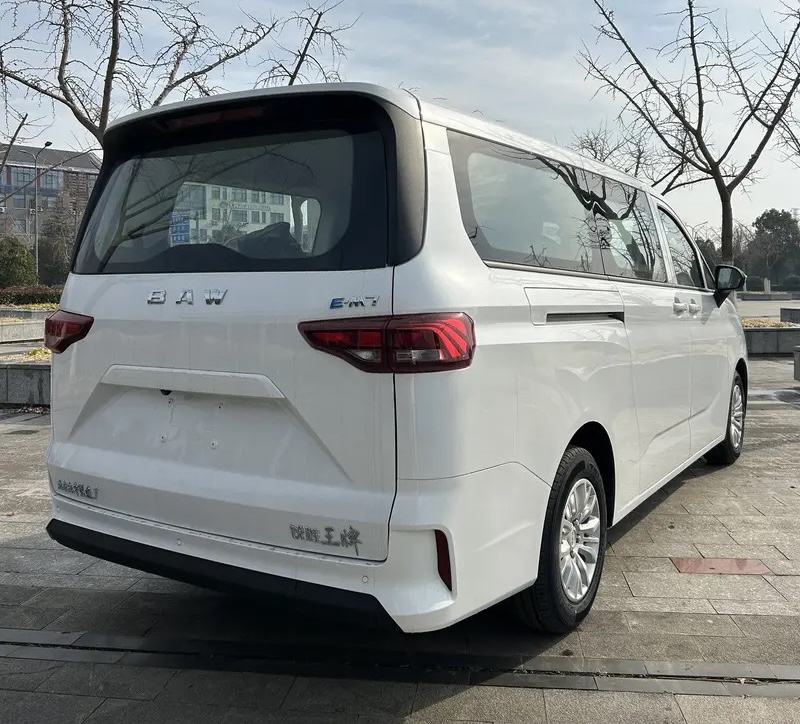
BAW Ruisheng Wangpai E-M7 (вид сзади)
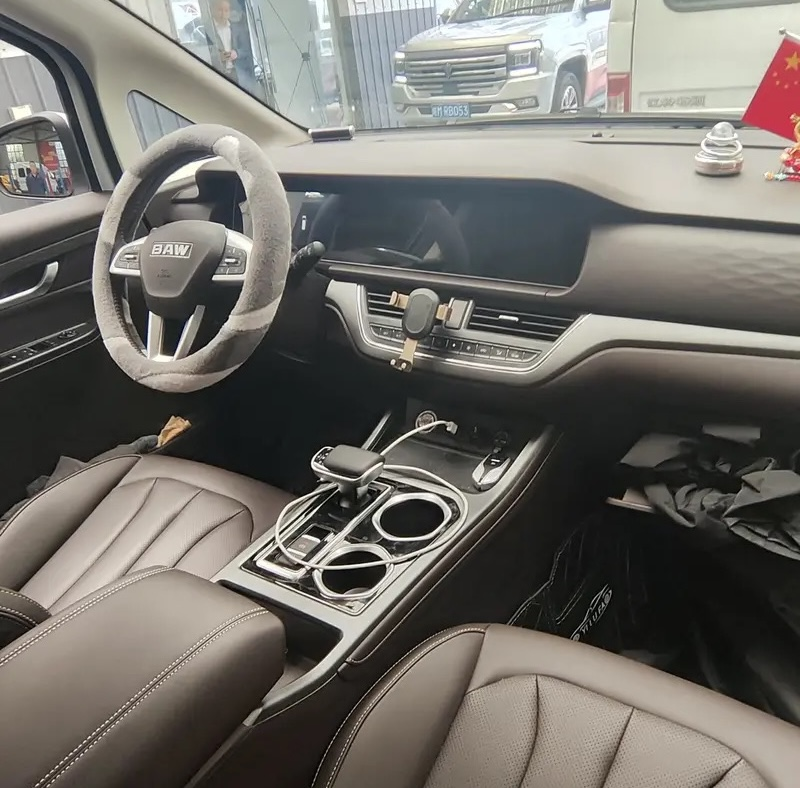
Интерьер